# Papaipema menickata
Papaipema menickata är en fjärilsart som beskrevs av Bird 1907. Papaipema menickata ingår i släktet Papaipema och familjen nattflyn. Inga underarter finns listade i Catalogue of Life.